# عرق شاش
عرق شاش هو عرق كبير في جنوب غرب الجزائر وشمال مالي .

## جغرافيا
إنه جزء غير مأهول تقريبًا من الصحراء الكبرى، وهي منطقة صحراوية غير مضيافة ذات صيف طويل وحار للغاية وشتاء قصير دافئ للغاية. عرق الشيش هو مساحة رملية شاسعة بما في ذلك الكثبان الرملية المركبة والخطية والنجومية .  يبلغ متوسط ارتفاع عرق شاش ما يزيد قليلاً عن 300 متر، وهو أقل قليلاً من ارتفاع عرق إقيدي المجاور الممتد إلى الشمال. يقع سهل تنزروفت القاحل في الجنوب الشرقي.
إحدى المناطق المحلية لبلدية أقبلي التابعة لدائرة أولف بولاية أدرار الجزائرية، تسمى «عرق شاش».

## النيازك
حوالي 100 كيلوغرام (220 رطل) من النيازك في الحقل النيزكي شرقاش، الواقع في عرق شاش شمال تودني، خلال فصلي الخريف والشتاء 2007. أفاد بدو الصحراء أنه خلال النهار في يوليو 2007، سُمع دوي عدة انفجارات في منطقة واسعة، وشوهدت سحابة دخان وسقطت عدة حجارة من السماء، ولكن لم يتم الإبلاغ عن كرة نارية. كان أولاد بليلة مكتشف النيازك الأولى، لكنه توفي في أكتوبر 2007 في حادث سير وهو في طريق عودته من الرحلة إلى حقل شرقاش المتناثر. وفقًا لشعب الطوارق، يمتد الحقل النيزكي البيضاوي لأكثر من 20 كيلومتر (12 ميل). 